# Mikroregion Parintins

Mikroregion Parintins

Mikroregion Parintins – mikroregion w brazylijskim stanie Amazonas należący do mezoregionu Centro Amazonense. Ma powierzchnię 107.507,6 km²

## Gminy
- Barreirinha
- Boa Vista do Ramos
- Maués
- Nhamundá
- Parintins
- São Sebastião do Uatumã
- Urucará